# Rhamphomyia itoi
Rhamphomyia itoi är en tvåvingeart som beskrevs av Frey 1950. Rhamphomyia itoi ingår i släktet Rhamphomyia och familjen dansflugor. Inga underarter finns listade i Catalogue of Life.